# ビラコチャ (小惑星)
ビラコチャ (2738 Viracocha) は、小惑星帯にある小惑星。クリン・ジェルジュがブダペストのコンコリー天文台で発見した。
インカ帝国の神、ビラコチャから名付けられた。